# ジャクリーヌ・ササール
ジャクリーヌ・ササール（Jacqueline Sassard、1940年3月13日 - 2021年7月17日）は、フランスの女優。プロヴァンス＝アルプ＝コート・ダジュール地域圏アルプ＝マリティーム県ニース出身。

## 来歴
6歳まで内務省の高級官吏であった父親の赴任地であるカメルーンのドゥアラで過ごした後、母親と共に故郷のニースへ戻った。1956年にニースでオットー・プレミンジャー監督と出会い、フランソワーズ・サガン原作の『悲しみよこんにちは』（1958年、米・英映画）に出演できる機会に恵まれたが、英語が話せなかった為に映画出演の話は無くなった。
しかし、この事がきっかけとなり『芽ばえ』（監督アルベルト・ラットゥアーダ）の原案を書いたヴァレリオ・ズルリーニに見出されて1957年にこの映画で本格的に映画デビューする。その後、『三月生れ』（1958年）、『お嬢さん、お手やわらかに!』（1959年）、『みんなが恋してる』（1959年）等の映画に主演し、イタリア映画の青春アイドルスターとして活躍する。この頃のササールの髪型がササール・カットとして注目された。
また、彼女が『三月生れ』（1958年）で着ていたコートにヒントを得て、日本のアパレルメーカーが幅広のテーラードカラー、肩章、ベルト付のダスターコート（Duster Coat）を「ササール・コート」として提案、1950年代末頃に流行した。
1968年に27歳で芸能界を引退した。

## 主な出演作品

『お嬢さん、お手やわらかに!』（1959年）

- 『芽ばえ』- Guendalina (1957)
- 『三月生れ』- Nata di marzo (1958)
- 『女は選ぶ権利がある』- Il Magistrato (1959)
- 『お嬢さん、お手やわらかに!』- Faibles femmes (1959)
- 『みんなが恋してる』- Tutti innamorati (1959)
- 『激しい季節』- Estate violenta (1959)
- 『タイタンの逆襲』- Arrivano i titani (1962)
- 『サンドカン総攻撃』- Sandokan, la tigre di Mompracem (1963)
- 『イ・ピラーティ・デッラ・マレーシア』（日本未公開作品）- I Pirati della Malesia (1964)
- 『できごと』- Accident (1967)
- 『女鹿』-  Les Biches (1968)

## 日本のテレビ番組出演
- スター千一夜（フジテレビ） - 1963年12月12日

## 註
1. ↑  ジャクリーヌ・ササール - Audio-Visual Trivia for Movie & Music. 2022年5月2日閲覧
2. ↑  『ファッション辞典』文化出版局、1999年初版、2001年第2版第2刷、11頁、ISBN 4-579-50158-6
3. ↑  “ササールコート [SASSARD COAT]” (2003年12月12日). 2005年2月4日時点のオリジナルよりアーカイブ。2022年5月4日閲覧。